# Calcio Montebelluna 1986-1987
Questa voce raccoglie le informazioni riguardanti il Calcio Montebelluna nelle competizioni ufficiali della stagione 1986-1987.

## Rosa
| N. |                   | Ruolo | Calciatore        |
| -- | ----------------- | ----- | ----------------- |
|    | Italia (bandiera) | C     | Massimo Beghetto  |
|    | Italia (bandiera) | C     | Gianni Biancuzzi  |
|    | Italia (bandiera) | D     | Renzo Bonato      |
|    | Italia (bandiera) | A     | Franco Bressan    |
|    | Italia (bandiera) | D     | Franco Calzamatta |
|    | Italia (bandiera) | C     | Giampaolo Gheller |
|    | Italia (bandiera) | D     | William Gobbato   |
|    | Italia (bandiera) | P     | Luca Graziani     |
|    | Italia (bandiera) | A     | Damiano Mason     |
|    | Italia (bandiera) | C     | Enrico Mendo      |
|    | Italia (bandiera) | C     | Roberto Merlo     |

| N. |                   | Ruolo | Calciatore        |
| -- | ----------------- | ----- | ----------------- |
|    | Italia (bandiera) | D     | Ivan Moretto      |
|    | Italia (bandiera) | C     | Giuseppe Niero    |
|    | Italia (bandiera) | C     | Carlo Osellame    |
|    | Italia (bandiera) | D     | Gianluca Pincin   |
|    | Italia (bandiera) | A     | Ernestino Ramella |
|    | Italia (bandiera) |       | Riondato          |
|    | Italia (bandiera) | A     | Renzo Sartor      |
|    | Italia (bandiera) | P     | Diego Sottana     |
|    | Italia (bandiera) | A     | Alex Visentin     |
|    | Italia (bandiera) | C     | Oliviero Zorzetto |